# Posadka
Posadka je osebje, ki je v službi na ladji, večjem letalu, v vesoljski ladji; skupina športnikov, ki tekmuje na jadrnici, v čolnu ali v bobu, lahko pa tudi vojaška enota v tanku, letalu ali v naselju.